# Hervé Jacquet
Pour les articles homonymes, voir Jacquet.
Hervé Michel Jacquet, né en 1939 à Oullins, est un  mathématicien français qui travaille en théorie des nombres, formes automorphes et théorie des représentations. Il est connu pour ses travaux dans le cadre du programme de Langlands.

## Biographie scientifique
Ancien élève de l'École normale supérieure (promotion 1959), Hervé Jacquet soutient en 1967 une thèse d'État préparée sous la direction de Roger Godement à l'université de Paris (titre de la thèse : Fonctions de Whittaker associées aux groupes de Chevalley),  puis il séjourne  de 1967 à 1969 à l'Institute for Advanced Study de Princeton. Il occupe ensuite un poste de professeur à l'université de la ville de New York et à l'université Columbia. Son travail commun avec Robert Langlands, réalisé à la fin des années 1960 à Princeton, est l'une des premières descriptions détaillées du programme de Langlands, programme conçu et initialement présenté par Langlands dans une lettre célèbre à André Weil de janvier 1967.

## Prix et distinctions
En 1977, Hervé Jacquet  obtient le prix Petit d'Ormoy, Carrière, Thébault de l'Académie des sciences. En 1980, il est élu membre correspondant de l'Académie des sciences. Il est conférencier invité au  Congrès international des mathématiciens à Vancouver en 1974 (Euler products and automorphic forms). Il est élu membre de l'Académie américaine des arts et des sciences en 2013. Il est élu fellow de l’American Mathematical Society en 2012.

## Publications (sélection)
D'autres publications, en plus des publications listées ci-dessous, sont accessibles depuis la page personnelle de Hervé Jacquet.
- Hervé Jacquet et Robert Langlands, Automorphic Forms on GL(2) (en), vol. 114, Springer, coll. « Lecture Notes in Mathematics », 1970 (ISBN 978-3540049036, DOI 10.1007/BFb0058988, lire en ligne).
- Roger Godement et Hervé Jacquet, Zeta functions of simple algebras, vol. 260, Springer, coll. « Lecture Notes in Mathematics », 1972, ix+188 (ISBN 978-3-540-05797-0, DOI 10.1007/BFb0070263, MR 0342495)
- Solomon Friedberg et Hervé Jacquet, The fundamental lemma of the Shalika subgroup of GL(4), American Mathematical Society, coll. « Memoirs of the American Mathematical Society vol. 124 » (no 594), 1996, x+149 (DOI 10.1090/memo/0594)
- Hervé Jacquet, Joseph Shalika et Ilya Piatetski-Shapiro, « Automorphic forms on GL (3), I. », Annals of Mathematics, vol. 109,‎ 1979, p. 169-212 (DOI 10.2307/1971270, JSTOR 1971270, lire en ligne)
- Hervé Jacquet et Joseph Shalika, « On Euler products and the classification of automorphic representations, I et II », American Journal of Mathematics, vol. 103,‎ 1981, p. 499-558 et 777-815
- Hervé Jacquet, « Principal L-functions for the linear Group », dans Armand Borel et William Casselman (éditeurs), Automorphic forms, representations and L-function, vol. 33, American Mathematical Society, coll. « Proceedings of Symposia in Pure Mathematics », 1979, p. 63-86
- Hervé Jacquet, « Principal L-functions for GL(n) », dans Representation theory and automorphic forms, vol. 61, American Mathematical Society, coll. « Proceedings of Symposia in Pure Mathematics (Édimbourg 1996) », 1997 (MR 1476503), p. 321-329
- Stephen Gelbart et Hervé Jacquet, « A relation between the automorphic representations of GL(2) and GL(3) », Annales scientifiques de l’École normale supérieure, vol. 11,‎ 1978, p. 471–543

Quinze publications d'Hervé Jacquet sont réunies dans un volume édité par Dorian Goldfeld :
- Dorian Goldfeld (éditeur), Collected Works of Hervé Jacquet, American Mathematical Society, coll. « Collected works » (no 23), 2001, 600 p. (ISBN 978-0-8218-5356-6) — Recension dans : Michael Berg, « Collected Works of Hervé Jacquet », MAA Reviews,‎ 2011 (lire en ligne)